# Orchestrion

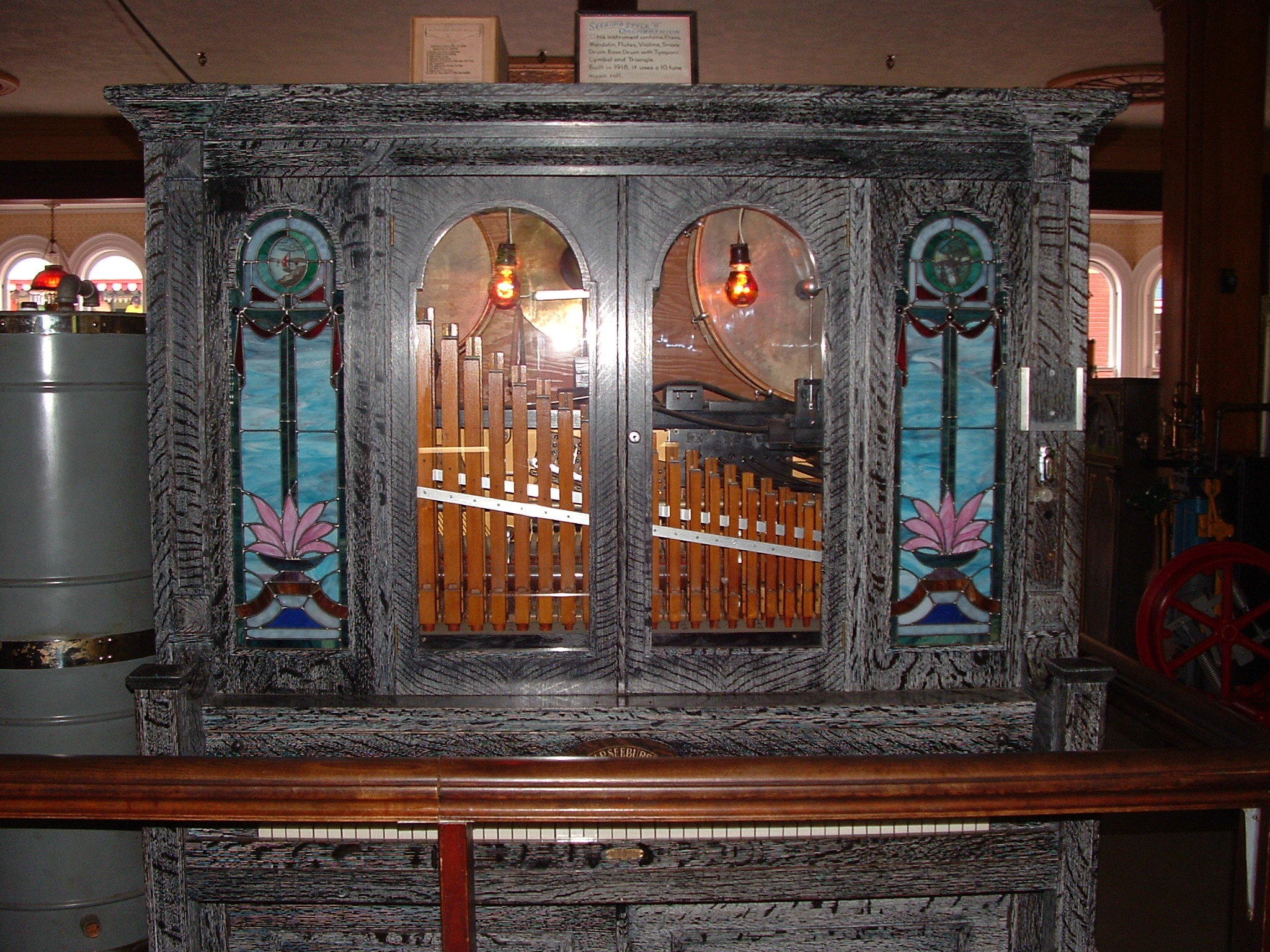
L'orchestrion Style G della Seeburg del 1918

L'orchestrion è uno strumento musicale automatico capace in genere di produrre il suono di un'intera orchestra. Fu concepito per suonare nei salotti dell'alta società e degli hotel più importanti, e poteva eseguire musica come le sinfonie di Beethoven, ouverture d'opera, marce e danze.
Prima dell'invenzione del vero orchestrion da concerto, già alcuni strumenti avevano ricevuto questo nome, sebbene non si trattasse di automi musicali. È il caso dell'organo portatile di Georg Joseph Vogler. Per contro, i veri antesignani dello strumento non furono chiamati orchestrion: così il panarmonicon che Johann Nepomuk Mälzel ideò nel 1805.
I primi orchestrion somigliavano agli organi e imitavano gli strumenti a fiato. Nella prima metà dell'Ottocento, numerose ditte presero parte al progressivo sviluppo di tali strumenti. Nel 1883 Emil Welte introdusse una novità decisiva: il sistema di trasmissione del suono mediante rulli per pianoforte di carta perforata. Solo nel 1905 fu possibile integrare nell'orchestrion un violino automatico, dapprima a Chicago, poi a Lipsia. Gli ultimi esemplari dello strumento furono costruiti intorno al 1930.

## Storia

### Precedenti
Il più antico organo meccanico fisso a rullo di cui si abbia notizia, dotato di duecento canne, fu costruito nel 1502. È il Salzburger Stier dell'arcivescovo Leonhard von Keutschach, tuttora quotidianamente in funzione alla fortezza di Salisburgo. Questo strumento ha suonato a lungo un'unica melodia, modificata ed estesa a più riprese. Nel 1668 è stato adattato per eseguire tre pezzi diversi, e nel 1893 ne sono stati attivati dodici, uno per ogni mese dell'anno.
Nel Settecento gli organi a rullo e gli orologi meccanici erano già diffusi in molti paesi d'Europa, e alla fine del secolo si producevano anche orologi di grandi dimensioni. Dall'organo fisso a rullo derivarono gli organi da fiera o da strada, più o meno contemporanei dell'orchestrion e ad esso molto simili. La differenza fondamentale tra i due strumenti risiedeva nel fatto che, mentre l'organo da strada veniva trasportato avanti e indietro per le fiere e le feste popolari, l'orchestrion nella sua forma definitiva era uno strumento fisso.

### Evoluzione verso l'orchestrion

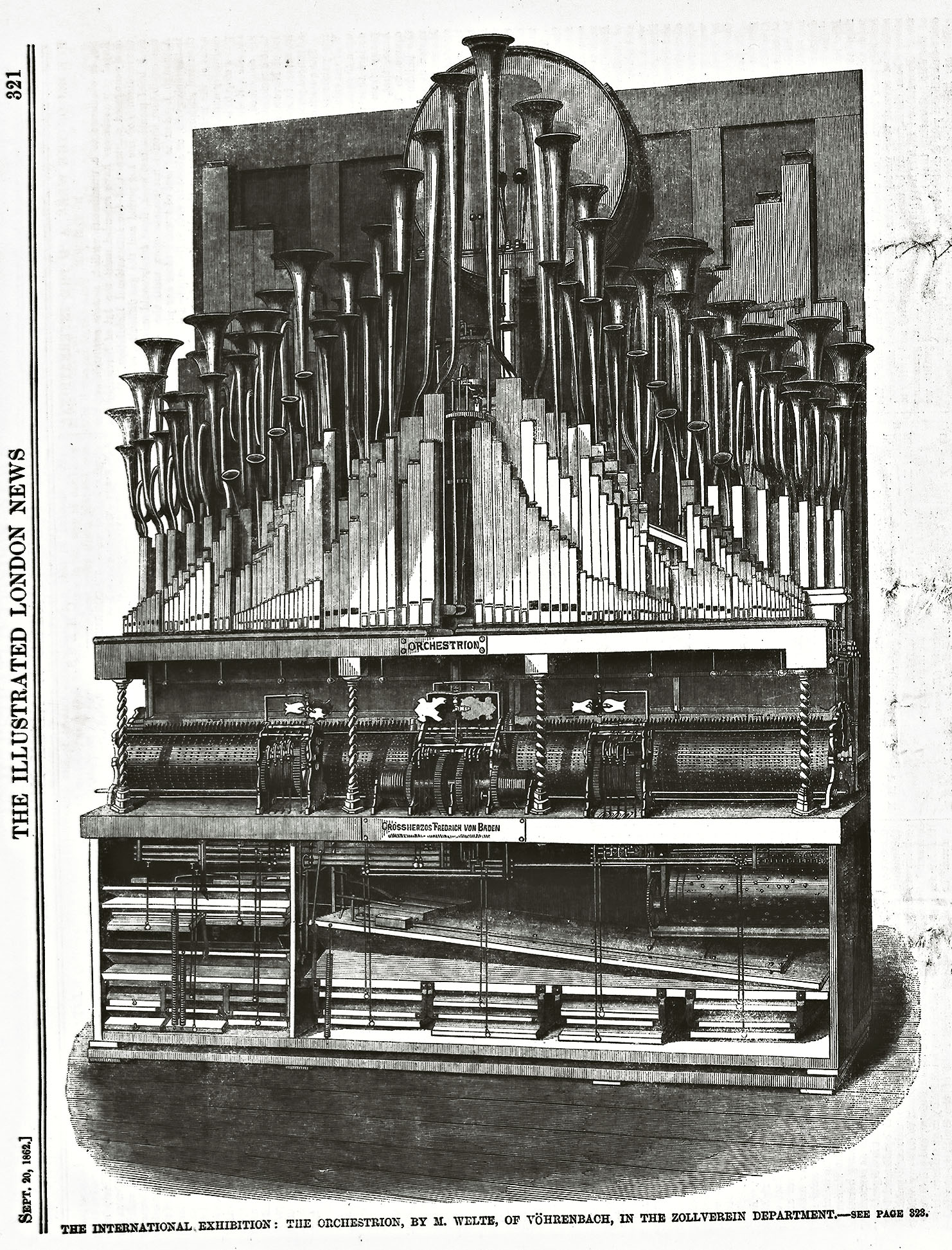
Riproduzione dell'orchestrion Welte del 1862

Nel 1805 Johann Nepomuk Mälzel ultimò il suo panarmonicon, installandovi anche ance libere. Per questo automa, nel 1813, Beethoven compose la seconda parte della Vittoria di Wellington op. 91. Mälzel approdò con le sue acquisizioni a Vienna nel 1801-1805, e a Parigi nel 1806-1807. Si recò poi in tournée con i propri strumenti meccanici, che recò anche negli Stati Uniti nel 1825, insieme al Turco scacchista di Wolfgang von Kempelen (di cui era entrato in possesso alla morte dell'inventore ungherese), destando molta sensazione.
Nel 1812 a Dresda Friedrich Kaufmann, che si era trovato a Parigi contemporaneamente a Mälzel nel 1806, riprodusse il panarmonicon. Nel 1817 la ditta Flight & Robson di Londra costruì un automa simile, battezzandolo Apollonicon. Nel 1823 anche William M. Goodrich e altri riprodussero a Boston lo strumento di Mälzel, e infine nel 1829 il meccanico Bauer ne presentò a Vienna una propria versione.
Centri di produzione dell'orchestrion in Germania furono Friburgo in Brisgovia, Vöhrenbach nella Foresta Nera e Lipsia. Orchestrion furono prodotti anche, dal 1820 circa, dal costruttore d'organi meccanici Carl Blessing di Unterkirnach. Dalla famiglia Blessing venne il maggior impulso alla produzione di orchestrion nella Foresta Nera, e gli strumenti Blessing furono esportati nei decenni a venire fino in Russia. Dal 1845 al 1848 un allievo di Blessing, Michael Welte di Vöhrenbach, costruì per un committente di Odessa un automa in grado di imitare tutte le voci dell'orchestra.
Un quotidiano londinese nel 1851 descrisse un orchestrion, sviluppato a Dresda da Friedrich Theodor Kaufmann, figlio di quel Friedrich che aveva riprodotto il panarmonicon. Esso era in grado di imitare un'intera orchestra di fiati e una batteria di percussioni con timpani, rullante, piatti, tamburello e triangolo.
Rimase famoso l'orchestrion presentato nel 1862 da Welte all'Esposizione mondiale di Londra: la sua raffigurazione restò esemplificativa dell'intero genere orchestrion in numerose enciclopedie.

### Ideazione del rullo
Nel 1883 Emil Welte brevettò un procedimento per comandare il proprio orchestrion mediante nastri di carta perforata. Questi cosiddetti rulli musicali, entro pochi anni, resero obsolescente il cilindro chiodato. Altri due brevetti del 1889 perfezionarono il procedimento. Da allora, Welte adattò l'intera produzione. I brevetti furono registrati in Germania a nome di M. Welte & Söhne.

### Integrazione del violino
Nel 1905 o 1906, la Mills Novelty di Chicago produsse il primo orchestrion con integrato un violino, l'Automatic Virtuosa. Il violino era incorporato in cima all'automa. Le corde venivano fatte vibrare da quattro dischi rotanti di celluloide. Dal 1909 ne esistette un modello avanzato, il Violano-Virtuoso, prodotto in diverse varianti fino al 1930 circa.
Oltre alla Mills Novelty, anche la Ludwig Hupfeld di Lipsia riuscì a produrre un orchestrion con violino integrato. Alla locale fiera d'autunno del 1908, la ditta ne presentò il prototipo, la Hupfeld Phonoliszt Violina. Il primo modello conosciuto, del 1909, conservato al gabinetto musicale museale di Rüdesheim am Rhein, ha tre violini collocati in verticale e disposti a semicerchio. Un arco rotante, incrinato con circa 1400 crini di cavallo, pone in vibrazione le corde dei tre strumenti. Ogni violino suona su un'unica corda (rispettivamente mi, la e re): il tentativo di costruire orchestrion con due (o tre) violini, azionando due corde per ciascuno e permettendo così di suonare tutte e quattro le corde dello strumento, fu presto abbandonato per l'eccessiva difficoltà tecnica. La Phonoliszt Violina fu prodotta dal 1909 al 1930.
I violini potevano produrre il pizzicato, lo staccato e gli armonici, raggiungere intervalli preclusi alla mano umana e suonare a una, due o anche tre voci. Alcuni modelli più tardivi, sotto lo stesso nome di Phonoliszt Violina, furono dotati di violini leggermente più grandi. La Phonoliszt Violina fu prodotta in tre versioni A, B, C. Il modello B fu il più diffuso, mentre del modello C è noto un solo esemplare. Per cinema e teatri fu creata una versione speciale, con i tre violini collocati in un cassettone separato, di fianco al pianoforte.
Altro produttore fu la ditta Popper di Lipsia: il suo Violinovo conteneva un violino capace di suonare su due corde (la e mi) applicando anche il vibrato. L'azione dell'arco era prodotta da un piccolo albero cardanico alla cui estremità una decina di chiodini di celluloide e altrettanti più grandi erano infilati l'uno nell'altro in modo alterno, così da assorbire meglio la pece. Una forza pneumatica permetteva all'albero e ai chiodini di spostarsi da una corda all'altra e anche di variare la pressione sulle corde. Insieme al pianoforte e al violino era possibile programmare a piacere effetto mandolino, triangolo, rullante, timpani, piatti cinesi. È noto un unico esemplare, scoperto nel 1972 dal restauratore Werner Baus a Witzenhausen e conservato a Rüdesheim.
Anche la ditta Dienst di Lipsia, fondata nel 1871 come Erste Leipziger Accordeon-Fabrik, commerciava orchestrion e dal 1901 ne produsse anche con pianoforte. Poco prima della fine del XIX secolo tentò di lanciare sul mercato un violino automatico. In un catalogo è documentato un orchestrion con violino dotato di un vero arco condotto sulle corde. Il funzionamento non è illustrato. Sono noti però due schemi illustrativi di un violino automatico, del 1911.

### Declino
Con l'introduzione di nuove tecnologie come la radiodiffusione e il giradischi elettrico, intorno al 1926 il mercato dell'orchestrion crollò in tutto il mondo. La più economica e più semplice registrazione elettrica del suono con microfono a carbone e la riproduzione mediante finale di potenza negli altoparlanti prodotti in serie resero i troppo complessi orchestrion, come anche i grammofoni, non più competitivi. In breve la produzione fu interrotta.

## Dettagli tecnici
L'orchestrion era alimentato all'inizio da un meccanismo di pesi o a manovella, e talvolta anche a vapore, a gas o ad acqua. In seguito fu dotato più spesso di un motore elettrico. La musica era trasmessa allo strumento dapprima da un cilindro di legno, poi da un rullo, occasionalmente mediante rotoli o strisce di carta perforata.